# Cross Point Station
Cross Point Station est un hameau de l'Est du Québec situé sur la péninsule gaspésienne dans la région de la Gaspésie–Îles-de-la-Madeleine faisant partie de la municipalité de Pointe-à-la-Croix dans la municipalité régionale de comté d'Avignon au Canada.

### Source en ligne
- Ressources relatives à la géographie :   - Banque de noms de lieux du Québec
  - Base de données toponymiques du Canada